# Мартьяновка (притока Пізі)
Мартья́новка (рос. Мартьяновка) — річка в Чайковському районі Пермського краю, Росія, права притока Пізі.
Річка починається на південно-західній околиці села Вассята. Протікає на південний схід. Гирло заболочене. Впадає до Малої Пізі за 2 км нижче гирла Малої Пізі. Окрім середньої течії протікає через лісові масиви. Приймає декілька дрібних приток, але всі праві.